# Techniscope

Размеры и расположение кадра на негативе и позитиве формата «Технископ»

Технископ (англ. Techniscope) — производственная широкоэкранная кинематографическая система, использующая уменьшенный кадр на стандартной 35-мм киноплёнке, и сферическую (аксиально-симметричную) съёмочную оптику. Шаг кадра составляет всего 2 перфорации, что делает формат негатива непригодным для использования в прокатных фильмокопиях.

## Техническое описание
«Технископ» разработан в 1963 году итальянским отделением компании «Техниколор», как производственный формат для съёмки широкоэкранных фильмов с последующей оптической печатью анаморфированных фильмокопий специальными кинокопировальными аппаратами. Кадр негатива, идентичный по расположению и ширине кадру «Синемаскоп», но с меньшей высотой, при печати подвергался двукратному вертикальному анаморфированию. В результате получалась анаморфированная широкоэкранная фильмокопия со стандартным шагом кадра в 4 перфорации, аналогичная напечатанной контактным способом с анаморфированного негатива. Достоинство формата заключается в использовании при съёмке обычных объективов без цилиндрических элементов, что исключало присущие анаморфотной оптике искажения и артефакты. В процессе печати с плоского негатива анаморфот не привносит искажений, неизбежных при съёмке трёхмерных предметов. 
Стандартная частота киносъёмки и проекции для формата — 24 кадра в секунду.
Размер кадра «Технископ» составляет 22 мм в ширину и на негативе и на позитиве. Высота, равная на негативе 9,47 мм, в позитиве увеличивается до 18,6 мм вертикальным анаморфированием с коэффициентом 2,0. Соотношение сторон кадра, составляющее на негативе 2,33:1, на экране трансформируется в 2,35:1 из-за незначительного срезания сверху и снизу при печати. Также возможна оптическая печать без анаморфирования широкоформатных фильмокопий на киноплёнке 70-мм с близким соотношением сторон экрана, или в кашетированных форматах с потерей части изображения при пансканировании. Для съёмки в системе «Технископ» требуются киносъёмочные аппараты со специально приспособленным лентопротяжным трактом и грейфером из-за нестандартного шага кадра. По сравнению с системой «Синемаскоп», для которой пригодны камеры классического формата, это усложняло кинопроизводство, но давало существенную экономию на стоимости негативной плёнки и её обработки. В то же время, получаемые фильмокопии совпадали по размерам и характеристикам с прокатными анаморфированными форматами, что позволяло демонстрировать их в большинстве кинотеатров.
Необходимость оптической трансформации при печати осложнялась низким качеством цветных контратипных киноплёнок тех лет. Любая промежуточная копия в процессе производства картины снижала качество изображения на экране. Поэтому, технология «Технископ» изначально рассчитана на печать с оригинального негатива трёх цветоделённых анаморфированных интерпозитивов, которые в дальнейшем использовались при изготовления матриц для гидротипной печати фильмокопий. Ещё одна особенность заключалась в очень узком межкадровом промежутке, что затрудняло склейку негатива при монтаже. Чтобы избежать её пропечатывания на контратипах и фильмокопиях, на негативе оставлялись 8 дополнительных кадриков, по 4 до склейки и после неё. Кинокопировальный аппарат настраивался таким образом, что автоматически пропускал лишние кадры, однако такая технология усложняла монтаж по рабочему позитиву и синхронизацию фонограммы. Формат вышел из употребления в конце 1970-х годов одновременно с отказом компании «Техниколор» от гидротипной печати и появлением улучшенной анаморфотной оптики, позволяющей снимать высококачественный анаморфированный негатив.

## Использование
«Технископ» был рассчитан на сферическую оптику, более компактную и светосильную, чем существовавшая в те годы анаморфотная. За два десятилетия популярности киносистема использована для съёмки более 1000 фильмов, главным образом, европейскими кинопродюсерами. Это были, в основном, вестерны и фильмы ужасов с небольшими бюджетами, поскольку формат позволял существенно экономить на киноплёнке и отчислениях правообладателям системы «Синемаскоп». Премьера первого фильма «За пригоршню долларов», снятого в этом формате, состоялась 27 августа 1964 года. Родоначальник жанра «спагетти-вестерна» Серджо Леоне снимал всю «долларовую трилогию» и большинство остальных своих фильмов по системе «Технископ».
Кроме двукратной экономии киноплёнки «Технископ» позволял уменьшить шумность киносъёмочного аппарата за счёт меньшей скорости и меньших ускорений, воздействующих на детали грейферного механизма и перфорацию. Однако, кроме достоинств по сравнению с дорогим анаморфированным негативом, «Технископ» обладал рядом недостатков, главным из которых была более заметная зернистость изображения за счёт меньшей площади кадра. Кроме того, при той же точности грейферного механизма, вертикальная устойчивость кадра «Технископ» была вдвое хуже аналогичного параметра системы «Синемаскоп».
В наши дни на смену системе «Технископ» пришёл вариант формата «Супер-35» с таким же шагом кадра и соотношением сторон изображения 2,39:1. С уходом плёночных технологий фильмопроизводства, кашетированные широкоэкранные форматы стали наиболее популярны из-за большего удобства при работе по технологии Digital Intermediate. Существенное улучшение фотографического качества киноплёнок за последние 20 лет сделало форматы с большим размером кадра малоиспользуемыми. В оригинальном виде «Технископ» использовался для съёмки подводных сцен фильма «Титаник» в 1997 году и для съёмки части рабочего материала «Комнаты страха» в 2002-м.

## Совтехнископ
В СССР система не нашла применения из-за невысокого качества фильмокопий, печатаемых с промежуточных контратипов, необходимых для получения больших тиражей. Была разработана собственная кинематографическая система УФК, некоторые черты которой аналогичны формату «Технископ». По этой причине вариант УФК с шагом в 3 перфорации получил название «Совтехнископ». Съёмка так же велась сферической оптикой, но на кадр увеличенной площади, занимавший всю ширину киноплёнки между перфорациями без резервирования места под фонограмму. Дальнейшая технология получения фильма полностью отличалась от оригинального «Технископа». Смонтированный негатив увеличивался оптическим кинокопировальным аппаратом «23МТО—1» до широкоформатного мастер-позитива, с которого машиной «23ЛТО—1» с анаморфотной оптикой изготавливался широкоэкранный дубль-негатив. В результате, за счёт использования широкоформатного промежуточного позитива удавалось получать фильмокопии, не уступающие по качеству отпечатанным с негатива, снятого анаморфотной оптикой. Кроме того, межкадровый промежуток в советской киносистеме был достаточно широким, позволяя при монтаже склеивать негатив по общепринятой технологии.